# Médaille de service de longue durée
La médaille de service est décernée par les pays et les États aux soldats et aux civils qui ont rendu des services exceptionnels au pays pendant de nombreuses années.

## Royaume de Bavière
Dans le royaume de Bavière, l'Ordre de Louis (de) peut être décerné pour 50 ans de service et les croix de service croisent de Ire et 2e classes sont attribuées pour 40 ou 24 ans de service, où les officiers, médecins et fonctionnaires reçoivent les croix des deux classes, mais la croix de première classe est également décernée aux hommes du rang.

## Royaume de Prusse
La médaille pour service militaire dans le royaume de Prusse est créée en 1825 et peut être décerné aux sous-officiers et aux hommes de rang avec trois classes pour 9, 15 et 21 ans de service. Il se compose d'une boucle en fer, en argent ou en or avec le nom FW III. sur une bande bordée de bleu, de noir, de blanc ou de jaune. La croix de service pour les officiers et les médecins après 25 ans de service, également créée en 1825, est une croix en or sur un ruban bleu dans le bouclier central avec le nom FW III. . Au revers le chiffre romain XXV (25).
La médaille de service de la Landwehr est créée en 1842 et décernée aux officiers et aux hommes après avoir terminé leur service obligatoire s'ils ont participé à une campagne ou ont servi activement pendant trois mois dans des circonstances exceptionnelles. Il se compose d'un ruban bleu de Prusse avec deux petites croix Landwehr brodées en or à droite et à gauche, avec un monogramme brodé en or FWIV. (Friedrich Guillaume IV. ). La bande est tirée sur une plaque qui est soudée à un cadre en fer. Le 4 juillet 1868, une autre classe de prix du service militaire de la Landwehr pour officiers et médecins est créée pour 20 ans de service, le prix original, offert en 1842, s'appelle désormais 2e classe et la nouvelle classe en tant que première classe. Le médaille de première classe consiste en une croix d'argent sur un ruban bleu avec le monogramme WR (Wilhelm Rex) sur le devant et XX (20 ans de service) sur le dos.

## Royaume de Wurtemberg
Depuis 1874, le royaume de Wurtemberg décerne l'insigne de première classe, une croix en or, aux officiers et médecins pour 25 ans de service, mais aussi aux sous-officiers pour 30 ans de service. L'insigne d'honneur de 2e classe, une croix d'argent, est décernée aux sous-officiers et aux hommes de rang pour 21 ans de service. Une boucle de fer décorée d'or ou d'argent pour 15 et 9 ans de service est destinée aux sous-officiers et aux hommes. Tous les insignes de service sont portés sur un ruban rouge avec une bordure bleue.

## Reich allemand de 1933 à 1945
La République fédérale d'Allemagne n'a pas réintroduit les récompenses pour services rendus.